# Patrick Janssens
Patrick Janssens (Anvers, 19 de setembre de 1956) és un polític flamenc de l'SP.A.
L'octubre de 1999, després de la derrota electoral en les eleccions legislatives i regionals va ser nomenat president del Partit Socialista flamenc. Va dimitir com a president per convertir-se en alcalde d'Anvers el 2003. En les eleccions municipals del 14 d'octubre del 2012 va quedar en segona posició, darrere de Bart de Wever del N-VA.